# Kupa e Shqipërisë 2006-2007
La Coppa d'Albania 2006-2007 è stata la 55ª edizione della competizione. Il torneo è cominciato il 27 agosto 2006 ed è terminato il 16 maggio 2007. La squadra vincitrice si qualifica per il primo turno preliminare della Coppa UEFA 2007-2008. Il Besa Kavajë ha vinto il trofeo per la prima volta.

## Primo turno preliminare
Le partite si sono giocate il 27 agosto 2006.
| Squadra 1          | Risultato | Squadra 2         |
| ------------------ | --------- | ----------------- |
| KS Egnatia         | 3-0       | Skrapari          |
| Përparimi          | 2-0(a)    | Plugu             |
| Iliria             | 4-0       | Dinamo Tirana     |
| Kamza              | 5-0       | KF Çlirimi        |
| Poliçani           | 2-1       | Naftetari Kucove  |
| KS Veleçiku Koplik | 2–1       | Korabi            |
| Butrinti           | 2–1       | KF Këlcyra        |
| Gramozi            | 2–1       | KF Pojani         |
| Përmeti            | 3–2       | Minatori Memaliaj |
| KF Cakrani         | 2–1       | KS Albpetrol      |
| Delvina            | 3–0       | Bylis Ballsh      |
| Maliqi             | 3–0       | Domozdova         |

## Secondo turno preliminare
Le partite si sono giocate il 10 settembre 2006.
| Squadra 1  | Risultato | Squadra 2          |
| ---------- | --------- | ------------------ |
| KS Egnatia | 2-1       | KS Veleçiku Koplik |
| Iliria     | 2-0       | Poliçani           |
| Butrinti   | 2–0(a)    | Maliqi             |
| Gramozi    | 2–1       | Delvina            |
| Përmeti    | 0-0(2-3p) | KF Cakrani         |
| Kamza      | 2–0(a)    | Përparimi          |

## Sedicesimi di finale
Le partite di andata si sono giocate il 20 settembre 2006, quelle di ritorno il 27 settembre.
| Squadra 1      | Totale | Squadra 2         | Andata | Ritorno |
| -------------- | ------ | ----------------- | ------ | ------- |
| KS Egnatia     | 0-6    | Besa Kavajë       | 0-5    | 0-1     |
| Iliria         | 2-6    | Dinamo Tirana     | 2-3    | 0-3     |
| Sopoti         | 2-9    | Shkumbini         | 2-2    | 0-7     |
| Kamza          | 1-2    | Elbasani          | 1-1    | 0-1     |
| Laçi           | 2-3    | Kastrioti         | 1-2    | 1-1     |
| Tepelena       | 1-3    | Skënderbeu        | 1-1    | 0-2(a)  |
| Turbina Cërrik | 9-4    | Pogradeci         | 7-2    | 2-2     |
| Burreli        | 1-5    | Flamurtari Valona | 0-0    | 1–5     |
| KF Cakrani     | 1-3    | Tirana            | 1-0    | 0-3     |
| Gramozi        | 3-4    | Partizani Tirana  | 1-2    | 2-2     |
| Bilisht Sport  | 1-2    | Apolonia Fier     | 1-0    | 0-2     |
| Besëlidhja     | 2-5    | Luftëtari         | 2-0    | 0-5     |
| Gramshi        | 1-6    | Teuta             | 0-1    | 1-5     |
| Butrinti       | 2-10   | Vllaznia          | 1-3    | 1-7     |
| Erzeni         | 5-3    | Tomori            | 5-1    | 0-2     |
| Ada            | 3-6    | Lushnja           | 2-1    | 1-5     |

## Ottavi di finale
Le partite di andata si sono giocate il 25 ottobre 2006, quelle di ritorno il 22 novembre.
| Squadra 1         | Totale | Squadra 2        | Andata | Ritorno |
| ----------------- | ------ | ---------------- | ------ | ------- |
| Turbina Cërrik    | 2-0    | Elbasani         | 2-0    | 0-0     |
| Flamurtari Valona | 1-5    | Shkumbini        | 1-4    | 0-1     |
| Skënderbeu        | 2-4    | Dinamo Tirana    | 2-3    | 0-1     |
| Kastrioti         | 3-4    | Besa Kavajë      | 3-0    | 0-4     |
| Erzeni            | 1-4    | Tirana           | 1-2    | 0-2     |
| Apolonia Fier     | 1-2    | Teuta            | 1-2    | 0-0     |
| Lushnja           | 0-2    | Partizani Tirana | 0-1    | 0–1     |
| Luftëtari         | 1-4    | Vllaznia         | 1-1    | 0-3     |

## Quarti di finale
Le partite di andata si sono giocate il ?, quelle di ritorno il ?.
| Squadra 1   | Totale | Squadra 2        | Andata | Ritorno |
| ----------- | ------ | ---------------- | ------ | ------- |
| Shkumbini   | 6-1    | Turbina Cërrik   | 4-0    | 2-1     |
| Teuta       | 4-3    | Tirana           | 2-1    | 2-2     |
| Besa Kavajë | 3-2    | Dinamo Tirana    | 1-2    | 2–0     |
| Vllaznia    | 1–1    | Partizani Tirana | 1–1    | 0–0     |

## Semifinali
Le partite di andata si sono giocate il ?, quelle di ritorno il ?.
| Squadra 1 | Totale | Squadra 2        | Andata | Ritorno |
| --------- | ------ | ---------------- | ------ | ------- |
| Teuta     | 1-1    | Partizani Tirana | 0-0    | 1–1     |
| Shkumbini | 4-4    | Besa Kavajë      | 3-3    | 1-1     |

## Finale
| Tirana 16 maggio 2007, ore 18:00 UTC+1 | Besa Kavajë | 3 – 2 | Teuta | Qemal Stafa Stadium (6,500 spett.) |